# Mellicta aceras
Mellicta aceras är en fjärilsart som beskrevs av Hormuzaki 1911. Mellicta aceras ingår i släktet Mellicta och familjen praktfjärilar. Inga underarter finns listade i Catalogue of Life.